# Galium retzii
Galium retzii är en måreväxtart som beskrevs av Jean Bouchard. Galium retzii ingår i släktet måror, och familjen måreväxter. Inga underarter finns listade i Catalogue of Life.